# Plagithmysus vitticollis
Plagithmysus vitticollis är en skalbaggsart. Plagithmysus vitticollis ingår i släktet Plagithmysus och familjen långhorningar.

## Underarter
Arten delas in i följande underarter:
- P. v. vitticollis
- P. v. longulus